# 悉尼·斯内尔
悉尼·约翰·斯内尔（英語：Sydney John Snell，1934年9月18日—），澳大利亚男子草地滚球运动员。他曾代表澳大利亚参加1978年英联邦运动会草地滚球比赛，获得男子单人银牌。